# لطيفة بنجلون
لطيفة بنجلون- العروي (مواليد القرن 20)، هي كاتبة مغربية وهي ابنة وزير العدل السابق عبد القادر بنجلون، وهي زوجة المفكر المغربي عبد الله العروي

## من مؤلفاتها
- كتاب: «“عبد القادر بنجلون: حياة” - Abdelkader benjaloun UNE VIE» (يتناول سيرة والدها المحامي والوزير السابق ويستعيدها ضمن سيرة مجتمع متحول بشخصياته وأحداثه، جعلته جزءا من عالم تشكلت ملامحه منذ القرن التاسع عشر ارتباطا بفاس أساسا ثم أمكنة أخرى رئيسية، نظير فرنسا والدار البيضاء. الكتاب في 205 صفحات باللغة الفرنسية نشر عام 2019).[1]